# HMS Norfolk (78)
El HMS Norfolk (n.º 78 como número de gallardete) fue un crucero pesado de la clase County, perteneciente a la Real Marina Británica. Fue el buque insignia del contralmirante Frederic Wake-Walker en la Batalla del Estrecho de Dinamarca en 1941, durante la cacería del acorazado Bismarck en la Segunda Guerra Mundial. Conformaba la subclase Norfolk con el HMS Dorsetshire.

## Historial operativo
El HMS Norfolk fue uno de los últimos cruceros pesados clase County proyectados por el Almirantazgo británico a fines de la década de los años 20. Fue construido en Govan, en los astilleros Fairfield Engineering Co. Ltd., botado en 1928 y puesto en servicio el 30 de abril de 1930. Fue asignado directamente a la Home Fleet realizando misiones de representación en Canadá y Estados Unidos siendo luego enviado a las Indias Occidentales hasta 1935. Desde 1935 hasta 1939 tiene base en Colombo y Trincomalee para posteriormente pasar a China.
Con el agravamiento de la situación europea vuelve a Scapa Flow siendo destinado a la 1ª división de cruceros. Es enviado a Belfast para mantenimiento y modernización y el comienzo de la Segunda Guerra Mundial, en septiembre de 1939 lo sorprende aún en reparaciones.
Asume el mando del crucero el capitán Alexander Berners Wilson y en noviembre de 1939 es enviado junto al HMS Suffolk a rastrear a la formación alemana compuesta por los acorazados alemanes Gneisenau y Scharnhorst quienes habían hundido al crucero auxiliar HMS Rawalpindi. El 15 de marzo de 1940 mientras se encontraba en Scapa Flow es alcanzado por una bomba a raíz de una incursión de la Luftwaffe que lo obliga a entrar en Clyde para reparaciones hasta junio de ese año.
En diciembre es enviado como parte de la Fuerza K en labores de patrulla y escolta de convoyes teniendo como base Freetown; participa en la búsqueda del acorazado de bolsillo Admiral Scheer y, en enero de 1941, en la del crucero auxiliar Kormoran.
El 8 de mayo de 1941 es reasignado a la 1ª escuadra de cruceros en Scapa Flow; el contralmirante Wake-Walker lo elige como buque insignia y junto con el crucero pesado HMS Suffolk patrullan la entrada norte del Estrecho de Dinamarca en previsión de la inminente salida del acorazado Bismarck hacía el Atlántico. El HMS Norfolk informa de problemas con su radar de superficie.
El 23 de mayo, a las 19:15 horas el HMS Suffolk detecta una señal en su radar en un rango de 12.000 m y avisa al HMS Norfolk; a las 20:30 el crucero pesado HMS Norfolk se unió a su gemelo pero se aproximó demasiado a los navíos germanos y Lütjens ordenó a sus barcos atacar al crucero inglés. El Bismarck disparó cinco salvas, tres de las cuales ahorquillaron peligrosamente al Norfolk, que se escabulló entre la niebla. La formación alemana compuesta por el acorazado Bismarck y el crucero pesado Prinz Eugen es seguida al límite de la detección por radar ocultándose en los bancos de niebla.
La información es radiada a Scapa Flow y Sir John Tovey ordena zarpar inmediatamente al crucero de batalla HMS Hood y al nuevo acorazado HMS Prince of Wales para interceptarlos a la salida del estrecho.
La formación de Wake-Walker siguen a la formación alemana punteando su rumbo por radar toda la noche e informando al almirante Lancelot Ernest Holland. En la mañana de 24 de mayo, en el transcurso de la Batalla del Estrecho de Dinamarca, el Bismarck ahorquilla y destruye a la sexta andanada al HMS Hood, mientras el Prinz Eugen avería al HMS Prince of Wales y la batalla concluye con una significativa victoria para los germanos. La formación de Wake-Walker prosigue en la persecución y en la noche del 25 de mayo, el almirante alemán Günther Lütjens realiza una maniobra evasiva que motiva la pérdida de contacto por radar de la formación alemana.
El 25 de mayo el contacto es recuperado gracias a un PBY Catalina del Mando Costero del RAF y el HMS Norfolk se une a los acorazados HMS Rodney y HMS King George V y al portaviones HMS Victorious como parte de la fuerza que se dirige hacía el acorazado germano; el HMS Norfolk va en vanguardia. El 26 de mayo, a consecuencia de un error, los aviones torpederos Fairey Swordfish atacan al HMS Sheffiled, que seguía al acorazado alemán a distancia; afortunadamente los torpedos lanzados, por un defecto en las espoletas magnéticas, estallan al llegar al agua y los aviones vuelven al portaaviones sin haber logrado ningún blanco. El 27 de mayo el acorazado Bismarck es hundido y el HMS 00Norfolk es uno de los últimos navíos en presenciar el hundimiento y abandonar el escenario.
Desde julio a diciembre de 1941 es asignado a labores de escolta de los convoyes árticos; en 1942 realiza la cobertura de los convoyes desde Islandia a la Unión Soviética escoltando los malogrados convoyes (PQ16, PQ17, y PQ18). La amenaza de los acorazados Tirpitz y Scharnhorst estuvo muy patente en ese año y obligó a la Royal Navy a desplegar patrullas en la que tanto el Suffolk como el Norfolk fueron partícipes.

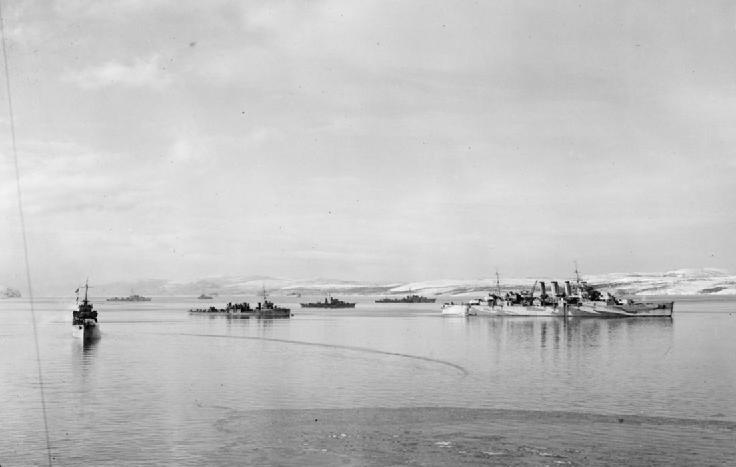
El HMS Norfolk en labores de escolta de convoyes en el Ártico (1943)

El 25 de diciembre de 1943 participa en la cacería del acorazado alemán acorazado Scharnhorst manteniendo el contacto por radar, el cual es finalmente hundido por el acorazado HMS Duke of York en la llamada Batalla de Cabo Norte. El HMS Norfolk fue dañado en el combate perdiendo la torreta X por lo que tuvo que ser enviado a Tyne para reparaciones. Los restos de dicha torreta fueron desembarcados y en su lugar se colocó armamento antiaéreo. Las reparaciones concluyeron en noviembre de 1944. 
En 1945, transportó a la familia real noruega a Oslo y fue enviado al Océano Índico a labores de apoyo y buque insignia en las Indias Orientales.
En 1949, regresó a Inglaterra y pasó a la reserva, En febrero de 1950 fue vendido a BISCO para su desguace.